# Meir Eisenstadt
Meir ben Izaak Eisenstadt lub Meir Ash, hebr. מאיר בן יצחק איזנשטט lub מהר"ם א"ש (ur. 1670 w Poznaniu, zm. 7 czerwca 1744 w Eisenstadt) – rabin i teolog judaizmu działający na terenie Polski, Czech, Niemiec i Węgier.

## Życiorys
Był autorem respons talmudycznych i innych prac z zakresu literatury rabinicznej. Jako autorytet w Halasze, konsultowali się z nim rabini z Turcji, Niemiec i Włoch. Po opublikowaniu jego traktatu pod tytułem Shu"t Panim Me'irot był określany jako Panim Me'irot. Znany był również pod imieniem Maharam Ash, co w języku hebrajskim oznacza nasz nauczyciel, Rabbi Meir Eisenstadt.
Po odbyciu służby w rodzinnym Poznaniu, w 1693 objął rabinat w Szydłowcu, z którego wyjechał w 1700 do Niemiec. Osiadł w Wormacji, gdzie otrzymał propozycję kierownictwa jesziwą. Kiedy Wormacja została zajęta przez Francuzów w 1701 przeniósł się do Prościejowa. W latach 1711–1714 z powrotem związał się z Szydłowcem, po czym pojechał do Eisenstadt (przybrał nazwisko od miasta, w którym się osiedlił) przyjmując posadę rabina siedmiu wspólnot. Eisenstadt znacząco wpłynął na charakter wspólnoty i jego jesziwę. Duży ośrodek miejski oraz znaczące skupisko Żydów na zachodnich Węgrzech przyciągnęło studentów z dalszych okolic. Jednym z jego uczniów był prawdopodobnie Jonatan Eibeschütz.

## Wybrane dzieła
Meir ben Izaak Eisenstadt pozostawił po sobie następujące traktaty:
- Or ha-Ganuz
- Shu"t Panim Me'irot
- Kotnot Or